# Криптобіоз
Криптобіоз або анабіоз — це метаболічний стан життя, в який організм вступає у відповідь на несприятливі умови навколишнього середовища, такі як висихання, замерзання та дефіцит кисню. У криптобіотичному стані всі метаболічні процеси, які можна виміряти, припиняються, перешкоджаючи розмноженню, розвитку та відновленню. Коли умови навколишнього середовища стають сприятливими, організм повернеться до свого метаболічного стану життя, яким він був до криптобіозу.

## Форми

### Ангідробіоз
Ангідробіоз є найбільш вивченою формою криптобіозу і виникає в умовах сильного висихання. Термін ангідробіоз походить від грецького, що означає «життя без води», і найчастіше використовується для визначення стійкості до висихання, яка спостерігається у деяких безхребетних тварин, таких як бделлоїдні коловертки, тихохідні, соляні креветки, нематоди та принаймні одна комаха, вид хірономід (Polypedilum vanderplanki). Однак інші форми життя виявляють толерантність до висихання. До них відносяться воскрешаюча рослина Craterostigma plantagineum , більшість насіння рослин і багато мікроорганізмів, таких як пекарські дріжджі.  Дослідження показали, що деякі ангідробіотичні організми можуть виживати десятиліттями, навіть століттями, у сухому стані. 

### Аноксибіоз
У ситуаціях, де не вистачає кисню (аноксія), багато криптобіонтів (наприклад, M. tardigradum ) вбирають воду, стають напруженими та нерухомими, але можуть виживати протягом тривалого періоду часу. Деякі ектотермічні хребетні та деякі безхребетні, такі як соляні креветки,  копеподи,  нематоди  та губчасті геммули , здатні виживати в, здавалося б, неактивному стані в безкисневих умовах від місяців до десятиліть.

### Хемобіоз
Хемобіоз - це криптобіотична реакція на високий рівень токсинів навколишнього середовища, що спостерігалося у тихохідних. 

### Кріобіоз
Кріобіоз - форма криптобіозу, яка виникає у відповідь на зниження температури. Кріобіоз починається, коли вода, що оточує клітини організму, замерзає. Припинення рухливості молекул дозволяє організму витримувати низькі температури, поки не повернуться більш сприятливі умови. Організми, здатні витримувати ці умови, як правило, містять молекули, які сприяють замерзанню води в бажаних місцях, а також зупиняють ріст великих кристалів льоду, які інакше можуть пошкодити клітини.  Одним із таких організмів є омар. 

### Осмобіоз
Осмобіоз є найменш вивченим з усіх видів криптобіозу. Осмобіоз виникає у відповідь на підвищення концентрації розчиненої речовини, в якому живе організм. Мало що відомо напевно, крім того, що осмобіоз, здається, включає припинення метаболізму. 

## Приклади
Соляна креветка Artemia salina, яку можна знайти в Макгадікгаді Панс у Ботсвані , виживає протягом сухого сезону, коли вода випаровується, залишаючи фактично висохле дно озера.
Тихоходка, або водяний ведмідь, може піддаватися всім п'яти типам криптобіозу. У криптобіотичному стані його метаболізм знижується до менш ніж 0,01% від норми, а вміст води може впасти до 1% від норми.  Він може витримувати екстремальні температури, радіацію та тиск, перебуваючи в криптобіотичному стані. 
Деякі нематоди та коловертки також можуть піддаватися криптобіозу. 
Коловертка з класу Bdelloidea ожила після 24 000 років анабіозу, заморожена у вічній мерзлоті Сибіру. Bdelloidea є одними з небагатьох крихітних істот, включаючи тихохідних, які виживають у неймовірно негостинних умовах.